# Perseus csillagkép
A Perseus csillagkép nevét a görög mitológia Perszeusz királyáról kapta.

## Története, mitológia
Perszeusz királyfinak sikerült levágnia a három Gorgó közül az egyik fejét, majd egy láthatatlanná tévő sisak segítségével menekült el. A Gorgók olyan szörnyűek voltak, ha valaki rájuk nézett, az kővé dermedt. Perszeusz királyfi a Gorgó fejének használatával mentette meg Andromédát a tengeri szörnytől. A Cet rögtön kővé változott a Gorgó fejének láttán.

## Látnivalók
A csillagkép területén van a Perseidák meteorraj radiánsa.

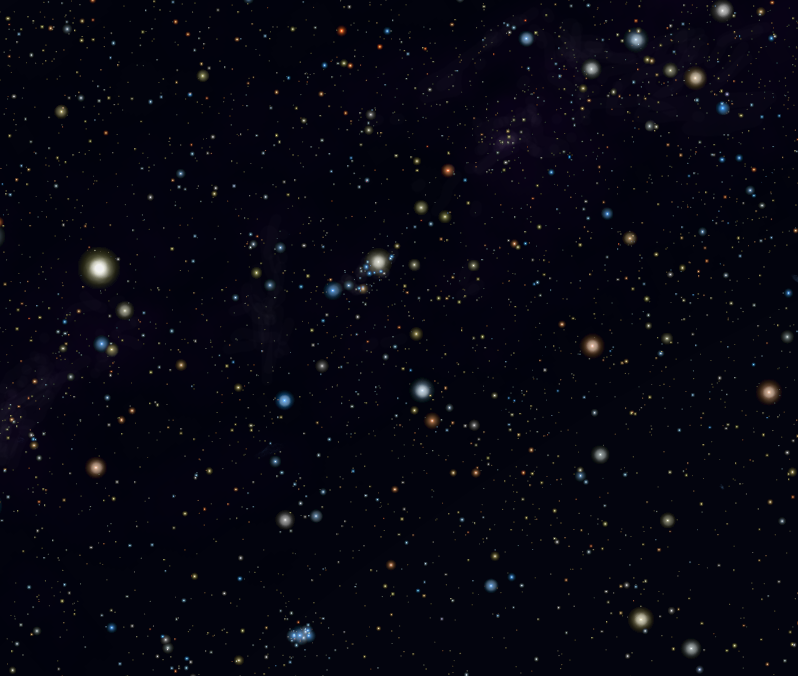
A Perszeusz csillagkép

### Csillagok
- α Persei - Mirphak (Könyök, alkar): sárgásfehér, mintegy 1,8 magnitúdójú szuperóriás, a csillagkép legfényesebb csillaga. Körülbelül 590 fényév távolságra van a Földtől.
- β Persei - Algol (démon, rossz szellem, a sivatag démona): a fedési kettőscsillagok alaptípusa. A két komponens 69 óránként elfedi egymást, ezért a csillag magnitúdója körülbelül 10 órás időtartamra 2,2m-ról 3,5m-ra csökken. Távolsága 92 fényév.
- γ Persei: 250 fényévre lévő sárga színű óriáscsillag, fényrendje körülbelül 3m.
- ρ Persei: vörös színű csillag, a fényrendjét 7 hetes periódussal 3,3m- 4m között változtatja. Távolsága 325 fényév.
- ε Persei: harmadrendű, kékesfehér színű csillag, nyolcadrendű kísérővel. A megfigyeléséhez legalább közepes nyílású távcső szükséges.
- ζ Persei - Menkhib vagy Atik: kék színű szuperóriás, fényrendje 2,8m, távolsága 980 fényév.
- GK Persei vagy Nova Persei 1901: ezt a nóvát 1901-ben fedezték fel.

A csillagkép Y alakú. Hans Augusto "H. A." Rey gyermekkönyv-illusztrátor (1898–1977) azonban azt indítványozta, hogy a csillagok egy emberi alakot formázzanak. E szerint Perszeusz testét a következő csillagok alkotják: β Per, κ Per, ι Per, α Per, σ Per, ν Per és ε Per. A γ Per, η Per és τ Per Perszeusz sapkáját ábrázolják, az α Per, ψ Per, δ Per, 48 Per, μ Per és a λ Per alkotják Perszeusz bal karját, bal keze pedig a δ Per. Az ι Per, θ Per és a φ Per alkotja a jobb kart és kezet, amely Androméda lábait (51 Andromedae) rángatja, hogy kiszabadíthassa őt. (A szabadítás után házasságot kötöttek.) Az ε Per, a ξ Per, a ζ Per és az ο Per Perszeusz bal lábát, végül a β Per, a ρ Per, a 16 Per (a π Per-rel együtt) a jobb lábát alkotja.
A ζ és ο Per két egymáshoz viszonylag közel látszó csillag, a Bika csillagképbeli Fiastyúktól pár fokra.

### Mélyégobjektumok
- Messier 34 - nyílthalmaz
- Messier 76 - planetáris köd
- NGC 1275 - Seyfert-galaxis
- NGC 869 & NGC 884 - ikerhalmaz (dupla nyílthalmaz)
- NGC 1499 vagy Kalifornia köd (California nebula) - emissziós köd, Edward E. Barnard amerikai csillagász fedezte fel 1884-1885-ben.

## Fordítás
Ez a szócikk részben vagy egészben  a   Perseus (constellation) című angol Wikipédia-szócikk fordításán alapul.  Az eredeti cikk szerkesztőit annak laptörténete sorolja fel. Ez a jelzés csupán a megfogalmazás eredetét és a szerzői jogokat jelzi, nem szolgál a cikkben szereplő információk forrásmegjelöléseként.

## Külső hivatkozások
- Perseus csillagkép: a DSS2, az SDSS Data Release 1, 3, 4, 5, 6 és az IRAS képein, Hidrogén α, Röntgen- és ultraibolya tartományban, Asztrofotókon és Csillagtérképen. További cikkek és képek az objektumról WikiSky-on.
- Perszeusz csillagkép, képek és jellemzés